# Caspar Zeller
Caspar Zeller (* 22. März 1756 in Kempten (Allgäu); † 4. August 1823 in Ems) war Gründer eines Hamburger Handelshauses, das sich als eines der ersten im 18. Jahrhundert am Hamburger Direkthandel nach Übersee beteiligte.

## Leben
Caspar Zeller wurde als eines von sieben Kindern des Kemptener Kaufmannes Otto Philipp Zeller (* um 1712) und Sabine Barbara Zeller, geb. König († 1764), Tochter eines Kaufmannes in Venedig, am 22. März 1756 in Kempten (Allgäu) geboren. Zellers Vater betrieb zusammen mit dem Großonkel Johann Georg König, Bürgermeister in Kempten, einen „ausgebreiteten Leinenhandel nach Italien“.
Nach einer Lehre in Ulm trat Zeller 1777 in das Lyonaiser Kontor des auf Textilhandel spezialisierten Handelshauses Scherer in St. Gallen ein. Nach vierzehn Jahren folgte er dem Kaufmann Pierre Mercier als Teilhaber eines im Überseehandel tätigen Handelshauses nach Nantes. Im Verlauf der Niederschlagung der Vendée-Aufstände floh Zeller 1794 nach Hamburg, wo er Anfang 1796 gemeinsam mit dem französischen Emigranten Michel Augustin de Goyon (1764–1851) das Handelshaus „Caspar Zeller & Co.“ gründete. Basierend auf einem Netzwerk zwischen Hamburg, New York, London, Port-au-Prince und Paris stiegen Zeller und sein Partner in den Direktimport von Waren aus Übersee ein. Diese Handelssparte war für Hamburg im 18. Jahrhundert neu, da die Stadt bis in die 1790er Jahre vom Direktimport überseeischer Güter durch die restriktive Handelsgesetzgebung der großen Kolonialmächte (französischer Exclusif bzw. englische Navigationsakte) ausgeschlossen war und überseeische Agrarprodukte wie Zucker, Kaffee, Tabak, Baumwolle oder Indigo nur über die Vermittlung der großen Häfen des westeuropäischen Raumes nach Hamburg gelangten.
Am 13. Dezember 1798 heiratete Zeller Henriette Charlotte Widow, die Tochter des späteren Hamburger Bürgermeisters Peter Hinrich Widow und trennte sich gegen Ende desselben Jahres vorzeitig von seinem Geschäftspartner de Goyon. In der Folgezeit geriet das Handelshaus – wie die meisten Hamburger Im- und Exportunternehmen – durch die Kontinentalsperre und die englische Blockade in schwere Bedrängnis und hielt sich notdürftig bis 1821. Zeller starb am 4. August 1823 im heutigen Bad Ems.